# Stealing My Heart
"Stealing My Heart" er en sang fra det engelske rock ‘n’ roll band The Rolling Stones. Sangen, som blev skrevet af makkerparret Mick Jagger og Keith Richards, blev skrevet til bandets opsamlingsalbum fra 2002 Forty Licks, og den er en ud af fire nye sange der blev skrevet til albummet. 
Sangen blev indspillet af følgende musikere. Jagger sang og spillede sammen med Richards og Ron Wood de elektriske guitarer. Richards og Wood spillede desuden også nummerets akustiske guitarer, og Wood spillede også slide guitaren. Trommer og bass blev spillet af henholdsvis Charlie Watts og Darryl Jones. Keyboard blev spillet af Chuck Leavell .

### Fodnote
1. ↑  Stealing My Heart